# Pierrefeu-du-Var
Pierrefeu-du-Var là một xã ở tỉnh Var trong vùng Provence-Alpes-Côte d’Azur, Pháp. Xã này có diện tích 58,36 km², dân số 5010 người. Xã này nằm ở khu vực có độ cao từ 45-442 mét trên mực nước biển.

## Các xã giáp ranh
- Cuers (7 kilômét)
- Puget-ville (8 kilômét)
- La Crau (11 kilômét)
- Collobrières (15 kilômét)
- Hyères-les-Palmiers (18 kilômét)
- La Londe-les-Maures (20 kilômét)
- carnoules (12 kilômét)

## Biến động dân số
| 1793 | 1800 | 1806  | 1821  | 1831  | 1836  | 1841  | 1846  | 1851  |
| ---- | ---- | ----- | ----- | ----- | ----- | ----- | ----- | ----- |
| 851  | 894  | 1 023 | 1 155 | 1 693 | 1 298 | 1 445 | 1 531 | 1 529 |

| 1856  | 1861  | 1866  | 1872  | 1876  | 1881  | 1886  | 1891  | 1896  |
| ----- | ----- | ----- | ----- | ----- | ----- | ----- | ----- | ----- |
| 1 522 | 1 693 | 1 863 | 1 836 | 1 887 | 1 736 | 1 864 | 2 267 | 2 374 |

| 1901  | 1906  | 1911  | 1921  | 1926  | 1931  | 1936  | 1946  | 1954  |
| ----- | ----- | ----- | ----- | ----- | ----- | ----- | ----- | ----- |
| 2 865 | 2 966 | 2 793 | 3 092 | 3 401 | 3 443 | 3 291 | 3 053 | 3 510 |

| 1962                                         | 1968  | 1975  | 1982  | 1990  | 1999  | 2006  | - | - |
| -------------------------------------------- | ----- | ----- | ----- | ----- | ----- | ----- | - | - |
| 3 767                                        | 3 951 | 3 872 | 3 983 | 4 040 | 4 348 | 5 051 | - | - |
| Số liệu kể từ 1962 : dân số không tính trùng |       |       |       |       |       |       |   |   |